# Убре, Келли
Келли Пол Убре-младший (англ. Kelly Paul Oubre Jr., род. 9 декабря 1995 года) — американский профессиональный баскетболист, выступающий за клуб Национальной баскетбольной ассоциации «Филадельфия Севенти Сиксерс». На студенческом уровне выступал за команду Канзасского университета «Канзас Джейхокс». Был выбран на драфте НБА 2015 года под общим 15 номером клубом «Атланта Хокс».

## Ранняя жизнь
Убре родился в Новом Орлеане (Луизиана), но в 2005 году после урагана Катрина вместе с семьёй переехал в Ричмонд (Техас). Первоначально он посещал школу Джорджа Буша в Форт-Бенде (Техас), а последний год учился в Файндли Преп (Хендерсон, Невада). В октябре 2013 года выразил желание играть в баскетбол за Канзасский университет.

## Выступления за университет
Во время своего дебютного сезона в «Джейхокс» Убре дважды становился лучшим новичком недели конференции Big 12. В сезоне 2014/15 годов он в среднем за игру набирал 9,3 очка и делал 5 подборов.

## Профессиональная карьера
1 апреля 2015 года Убре выразил желание выставить свою кандидатуру на драфт НБА. 25 июня он был выбран под общим 15 номером клубом «Атланта Хокс». Позже «Хокс» обменяли его в «Вашингтон Уизардс» на 19 номер драфта Джериана Гранта и два выбора во втором раунде. 9 июля 2015 года он подписал с «Уизардс» контракт новичка и принял участие в Летней лиге НБА. 6 ноября 2015 года Убре был оштрафован НБА на 15 000 долларов за демонстрацию непристойного жеста во время игры против «Сан-Антонио Спёрс», проходившей за два дня до этого. Позже в этот же день он впервые в своей карьере провёл более 10 минут на паркете, во время которых успел набрать 7 очков и сделать 2 подбора и 2 передачи. 16 декабря Убре установил личный рекорд результативности, набрав в матче против «Сан-Антонио Спёрс» 18 очков.
В межсезонье 2016 года он принял участие в Летней лиге, где по итогам выступлений был включён во вторую сборную турнира. 28 ноября 2016 года он впервые в своей карьере сделал дабл-дабл, набрав 10 очков и 10 подборов в игре против «Сакраменто Кингз». 10 декабря в матче против «Милуоки Бакс» он набрал 19 очков и установил личный рекорд результативности. 6 мая 2017 года во время четвёртого матча второго раунда плей-офф против «Бостон Селтикс» Убре был удалён с площадки за толкание Келли Олиника.
19 января 2018 года в игре против «Детройт Пистонс» Убре реализовал пять трёхочковых бросков и установил личный рекорд результативности, набрав в общей сложности 26 очков.
16 ноября 2020 года Убре был отправлен в клуб «Оклахома-Сити Тандер» в результате обмена с участием Криса Пола. А уже 22 ноября 2020 года Убре был обменян из «Оклахомы» в «Голден Стэйт Уорриорз» на условный выбор в первом раунде драфта 2021 года и выбор во втором раунде того же драфта.
6 августа 2021 года Убре подписал 2-х летний контракт на сумму 26 миллионов долларов с клубом «Шарлотт Хорнетс».
18 сентября 2023 года Убре подписал с клубом «Филадельфия Севенти Сиксерс» соглашение сроком на 1 год. 11 ноября Убре был сбит автомобилем во время прогулки недалеко от своего дома в Центр-Сити. Он был доставлен в больницу и, как ожидается, пропустит значительное время. На момент столкновения Убре набирал в среднем 16,3 очка и 5,1 подбора за игру при 50-процентной реализации бросков за 29 минут игры. После этого инцидента партнер по команде «Севенти Сиксерс» Тайриз Макси посвятил свои 50 очков, набранные на следующий день, Убре. Убре пропустил следующие 11 игр, после чего вернулся в строй 6 декабря 2023 года. 29 марта Убре был оштрафован на 50 000 долларов за то, что накричал на судью после пропущенного фола в матче против «Клипперс» 27 марта. 15 июля он был вновь подписан «Сиксерс». 
30 декабря 2024 года Убре набрал 15 очков, сделал пять подборов и восемь перехватов в победе над «Портленд Трэйл Блэйзерс» со счетом 125:103.
30 июня 2025 года Убре активировал опцию в контракте на 8,4 млн долларов и остался в «Сиксерс» на сезон-2025/26.

## Статистика

### Статистика в НБА
| Сезон                                                                                    | Команда      | Регулярный сезон | Регулярный сезон | Регулярный сезон | Регулярный сезон | Регулярный сезон | Регулярный сезон | Регулярный сезон | Регулярный сезон | Регулярный сезон | Регулярный сезон | Регулярный сезон | Серия плей-офф | Серия плей-офф | Серия плей-офф | Серия плей-офф | Серия плей-офф | Серия плей-офф | Серия плей-офф | Серия плей-офф | Серия плей-офф | Серия плей-офф | Серия плей-офф |
| Сезон                                                                                    | Команда      | GP               | GS               | MPG              | FG%              | 3P%              | FT%              | RPG              | APG              | SPG              | BPG              | PPG              | GP             | GS             | MPG            | FG%            | 3P%            | FT%            | RPG            | APG            | SPG            | BPG            | PPG            |
| ---------------------------------------------------------------------------------------- | ------------ | ---------------- | ---------------- | ---------------- | ---------------- | ---------------- | ---------------- | ---------------- | ---------------- | ---------------- | ---------------- | ---------------- | -------------- | -------------- | -------------- | -------------- | -------------- | -------------- | -------------- | -------------- | -------------- | -------------- | -------------- |
| 2015/16                                                                                  | Вашингтон    | 63               | 9                | 10,7             | 42,7             | 31,6             | 63,3             | 2,1              | 0,2              | 0,3              | 0,1              | 3,7              | Не участвовал  | Не участвовал  | Не участвовал  | Не участвовал  | Не участвовал  | Не участвовал  | Не участвовал  | Не участвовал  | Не участвовал  | Не участвовал  | Не участвовал  |
| 2016/17                                                                                  | Вашингтон    | 79               | 5                | 20,3             | 42,1             | 28,7             | 75,8             | 3,3              | 0,6              | 0,7              | 0,2              | 6,3              | 12             | 0              | 15,3           | 42,6           | 36,7           | 70,0           | 2,3            | 0,3            | 0,8            | 0,4            | 5,8            |
| 2017/18                                                                                  | Вашингтон    | 81               | 11               | 27,5             | 40,3             | 34,1             | 82,0             | 4,5              | 1,2              | 1,0              | 0,4              | 11,8             | 6              | 1              | 24,7           | 37,5           | 21,1           | 88,9           | 3,8            | 0,7            | 1,0            | 0,5            | 9,3            |
| 2018/19                                                                                  | Вашингтон    | 29               | 7                | 26,0             | 43,3             | 31,1             | 80,0             | 4,4              | 0,7              | 0,9              | 0,7              | 12,9             | Не участвовал  | Не участвовал  | Не участвовал  | Не участвовал  | Не участвовал  | Не участвовал  | Не участвовал  | Не участвовал  | Не участвовал  | Не участвовал  | Не участвовал  |
| 2018/19                                                                                  | Финикс       | 40               | 12               | 29,5             | 45,3             | 32,5             | 76,1             | 4,9              | 1,6              | 1,4              | 1,0              | 16,9             | Не участвовал  | Не участвовал  | Не участвовал  | Не участвовал  | Не участвовал  | Не участвовал  | Не участвовал  | Не участвовал  | Не участвовал  | Не участвовал  | Не участвовал  |
| 2019/20                                                                                  | Финикс       | 56               | 55               | 34,5             | 45,2             | 35,2             | 78,0             | 6,4              | 1,5              | 1,3              | 0,7              | 18,7             | Не участвовал  | Не участвовал  | Не участвовал  | Не участвовал  | Не участвовал  | Не участвовал  | Не участвовал  | Не участвовал  | Не участвовал  | Не участвовал  | Не участвовал  |
| 2020/21                                                                                  | Голден Стэйт | 55               | 50               | 30,7             | 43,9             | 31,6             | 69,5             | 6,0              | 1,3              | 1,0              | 0,8              | 15,4             | Не участвовал  | Не участвовал  | Не участвовал  | Не участвовал  | Не участвовал  | Не участвовал  | Не участвовал  | Не участвовал  | Не участвовал  | Не участвовал  | Не участвовал  |
| 2021/22                                                                                  | Шарлотт      | 76               | 13               | 26,3             | 44,0             | 34,5             | 66,7             | 4,0              | 1,1              | 1,0              | 0,4              | 15,0             | Не участвовал  | Не участвовал  | Не участвовал  | Не участвовал  | Не участвовал  | Не участвовал  | Не участвовал  | Не участвовал  | Не участвовал  | Не участвовал  | Не участвовал  |
| 2022/23                                                                                  | Шарлотт      | 48               | 40               | 32,3             | 43,1             | 31,9             | 76,0             | 5,2              | 1,1              | 1,4              | 0,4              | 20,3             | Не участвовал  | Не участвовал  | Не участвовал  | Не участвовал  | Не участвовал  | Не участвовал  | Не участвовал  | Не участвовал  | Не участвовал  | Не участвовал  | Не участвовал  |
| 2023/24                                                                                  | Филадельфия  | 68               | 52               | 30,2             | 44,1             | 31,1             | 75,0             | 5,0              | 1,5              | 1,1              | 0,7              | 15,4             | 6              | 6              | 37,3           | 48,4           | 39,1           | 72,7           | 4,0            | 1,7            | 1,8            | 1,2            | 13,2           |
| 2024/25                                                                                  | Филадельфия  | 60               | 57               | 34,6             | 47,0             | 29,3             | 75,1             | 6,1              | 1,8              | 1,5              | 0,5              | 15,1             | Не участвовал  | Не участвовал  | Не участвовал  | Не участвовал  | Не участвовал  | Не участвовал  | Не участвовал  | Не участвовал  | Не участвовал  | Не участвовал  | Не участвовал  |
|                                                                                          | Всего        | 655              | 311              | 27,1             | 43,8             | 32,5             | 75,1             | 4,6              | 1,1              | 1,0              | 0,5              | 13,3             | 24             | 7              | 23,2           | 43,4           | 33,3           | 79,5           | 3,1            | 0,8            | 1,1            | 0,6            | 8,5            |
| Наведите курсор мыши на аббревиатуры в заголовке таблицы, чтобы прочесть их расшифровку. |              |                  |                  |                  |                  |                  |                  |                  |                  |                  |                  |                  |                |                |                |                |                |                |                |                |                |                |                |

### Статистика в NCAA
| Сезон | Команда | Conf   | Class | GP | GS | MPG  | FG%  | 3P%  | FT%  | RPG | APG | SPG | BPG | PPG |
| --- | ------- | ------ | ----- | -- | -- | ---- | ---- | ---- | ---- | --- | --- | --- | --- | --- |
| 2014/15 | Канзас  | Big 12 | FR    | 36 | 27 | 21,0 | 44,4 | 35,8 | 71,8 | 5,0 | 0,8 | 1,1 | 0,4 | 9,3 |
| Всего | Всего   | Всего  | Всего | 36 | 27 | 21,0 | 44,4 | 35,8 | 71,8 | 5,0 | 0,8 | 1,1 | 0,4 | 9,3 |
| Наведите курсор мыши на аббревиатуры в заголовке таблицы, чтобы прочесть их расшифровку Статистика приведена с сайта sports-reference.com |         |        |       |    |    |      |      |      |      |     |     |     |     |     |